# オメト諸語
オメト諸語（Ometo languages）は、アフロ・アジア語族のオモ語派に属する方言連続体である。
オメト諸語の話者はエチオピアに居住する。オメト諸語に属する言語で最も話者数が多いのは、ウォライタ語（Wolaytta）であり、その数は200万人である。
Bender (2000年)による分類：
- 南オメト諸語
  - マレ語（Male language）
- バスケト語（Basketo language）
- 中央オメト諸語
  - ウォライタ語（Wolaytta language）
  - オイダ語（Oyda language）
  - ドルゼ語（Dorze language）
  - メロ語（Melo language）
  - ガモ＝ゴファ＝ダウロ語（Gamo-Gofa-Dawro language）
- 東オメト諸語
  - カチャマ＝ガンジュレ語（Kachama-Ganjule language）
  - コーレテ語（Koreete language）
  - ザイセ＝ゼルグラ語（Zayse–Zergulla language）

Hayward (2003年)は、バスケト語を中央オメト諸語に追加し、結果として"北オメト諸語"と命名した。